# Escura josephinae
Escura josephinae is een insect uit de familie van de mierenleeuwen (Myrmeleontidae), die tot de orde netvleugeligen (Neuroptera) behoort. 
Escura josephinae is voor het eerst wetenschappelijk beschreven door New in 1985.